# Gare de Lunel-Viel
Gare de Lunel-Viel vasútállomás Franciaországban, Lunel-Viel településen.

## Vasútvonalak
Az állomást az alábbi vasútvonalak érintik:
- Tarascon–Sète-Ville-vasútvonal

## Kapcsolódó állomások
A vasútállomáshoz az alábbi állomások vannak a legközelebb:
- Gare de Lunel (Gare de Tarascon, Tarascon–Sète-Ville-vasútvonal)
- Gare de Valergues - Lansargues (Gare de Sète, Tarascon–Sète-Ville-vasútvonal)